# جونيور بريثويت
جونيور بريثويت (بالإنجليزية: Junior Braithwaite)‏ هو مغني جامايكي، ولد في 4 أبريل 1949 في كينغستون في جامايكا، وتوفي بنفس المكان في 2 يونيو 1999.

## وصلات خارجية
- جونيور بريثويت على موقع ميوزك برينز (الإنجليزية)
- جونيور بريثويت على موقع ميوزك برينز (الإنجليزية)
- جونيور بريثويت على موقع ديسكوغز (الإنجليزية)